# Villiers-en-Bière
Pour les articles homonymes, voir Villiers.
Villiers-en-Bière est une commune française située dans le département de Seine-et-Marne, en région Île-de-France. En 2022, elle compte 242 habitants.

## Géographie

### Localisation

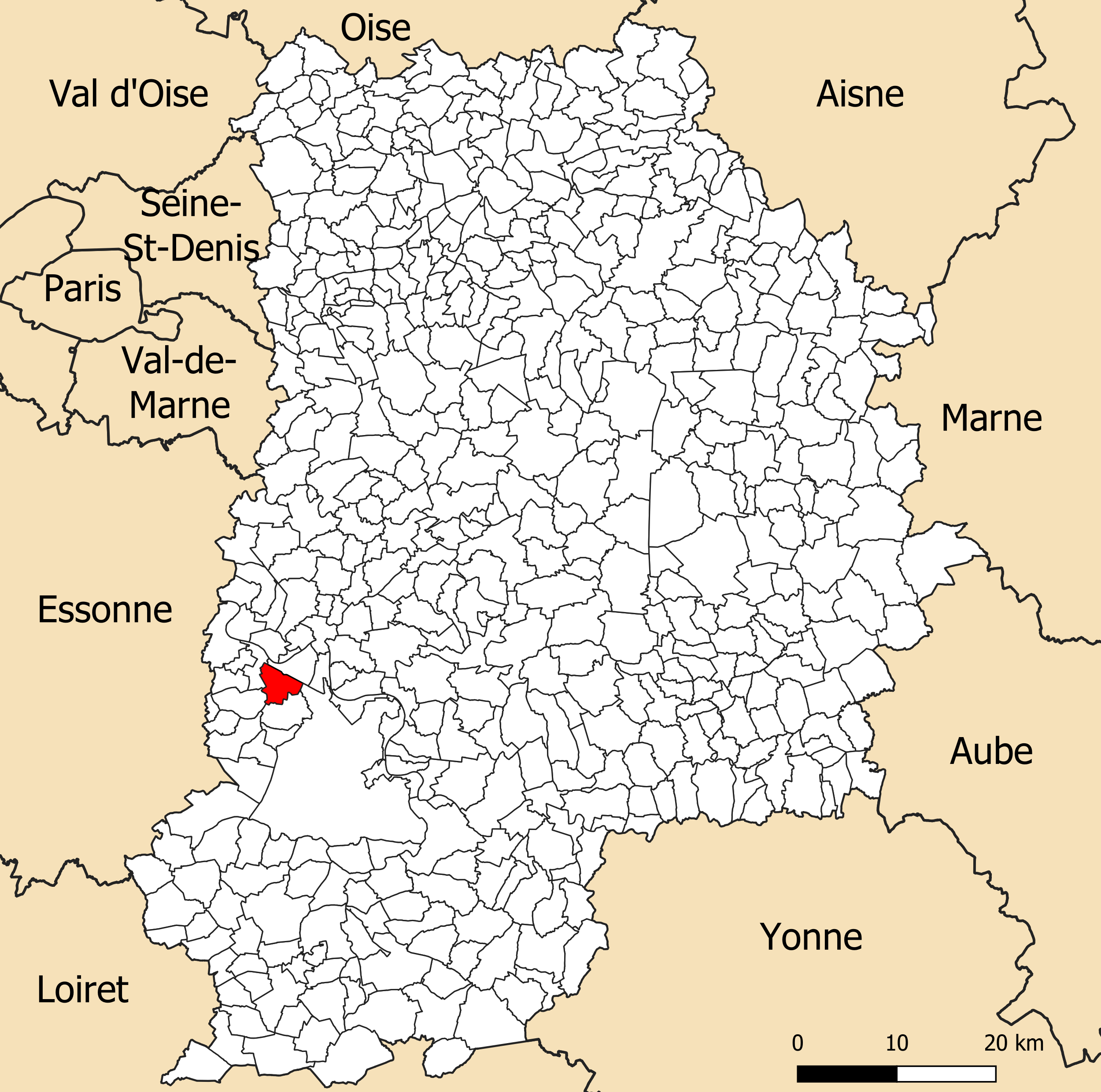
Localisation de Villiers-en-Bière dans le département de Seine-et-Marne.

La commune de Villiers-en-Bière est située au sud-ouest du département de Seine-et-Marne, en région Île-de-France, et au nord-est de la région naturelle du Gâtinais.
Elle se situe à 8,39 km par la route de Melun, préfecture du département et à 14,31 km de Fontainebleau, sous-préfecture. La commune fait en outre partie du bassin de vie de Paris.

### Communes limitrophes

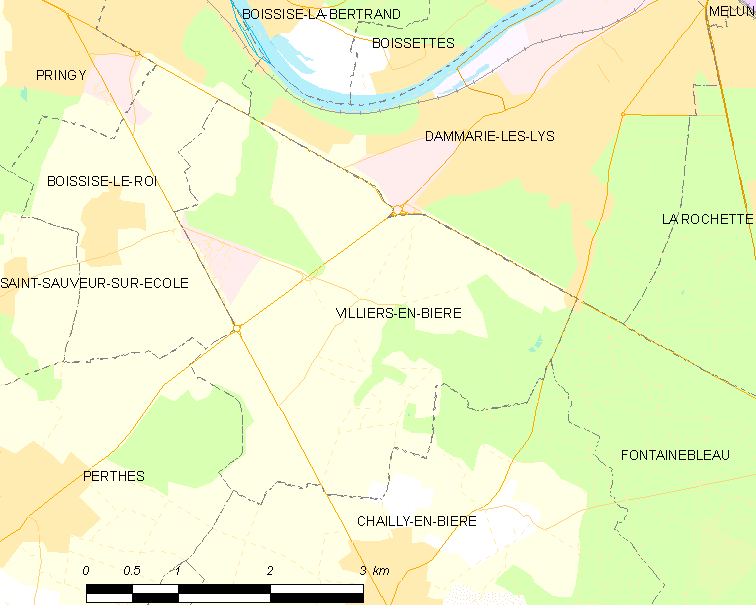
Carte des communes limitrophes de Villiers-en-Bière.

Les communes les plus proches sont : 
Boissettes (3,0 km), Chailly-en-Bière (3,1 km), Dammarie-les-Lys (3,5 km), Perthes (3,8 km), Boissise-la-Bertrand (3,8 km), Saint-Sauveur-sur-École (3,8 km), Boissise-le-Roi (4,0 km), Pringy (4,4 km).
| Boissise-le-Roi |                   | Dammarie-lès-Lys |
|                 | Villiers-en-Bière |                  |
| Perthes         | Chailly-en-Bière  | Fontainebleau    |

### Géologie et relief
Le territoire de la commune se situe dans la partie nord de la plaine de la Bière qui constitue la partie nord-est de la région naturelle du Gâtinais et qui est délimitée au nord et à l'ouest par la rivière École ; à l'est, par la Seine et au sud par la forêt de Fontainebleau.
Géologiquement intégré au bassin parisien, qui est une région géologique sédimentaire, l'ensemble des terrains affleurants de la commune sont issus de l'ère géologique Cénozoïque (des périodes géologiques s'étageant du Paléogène au Quaternaire),.

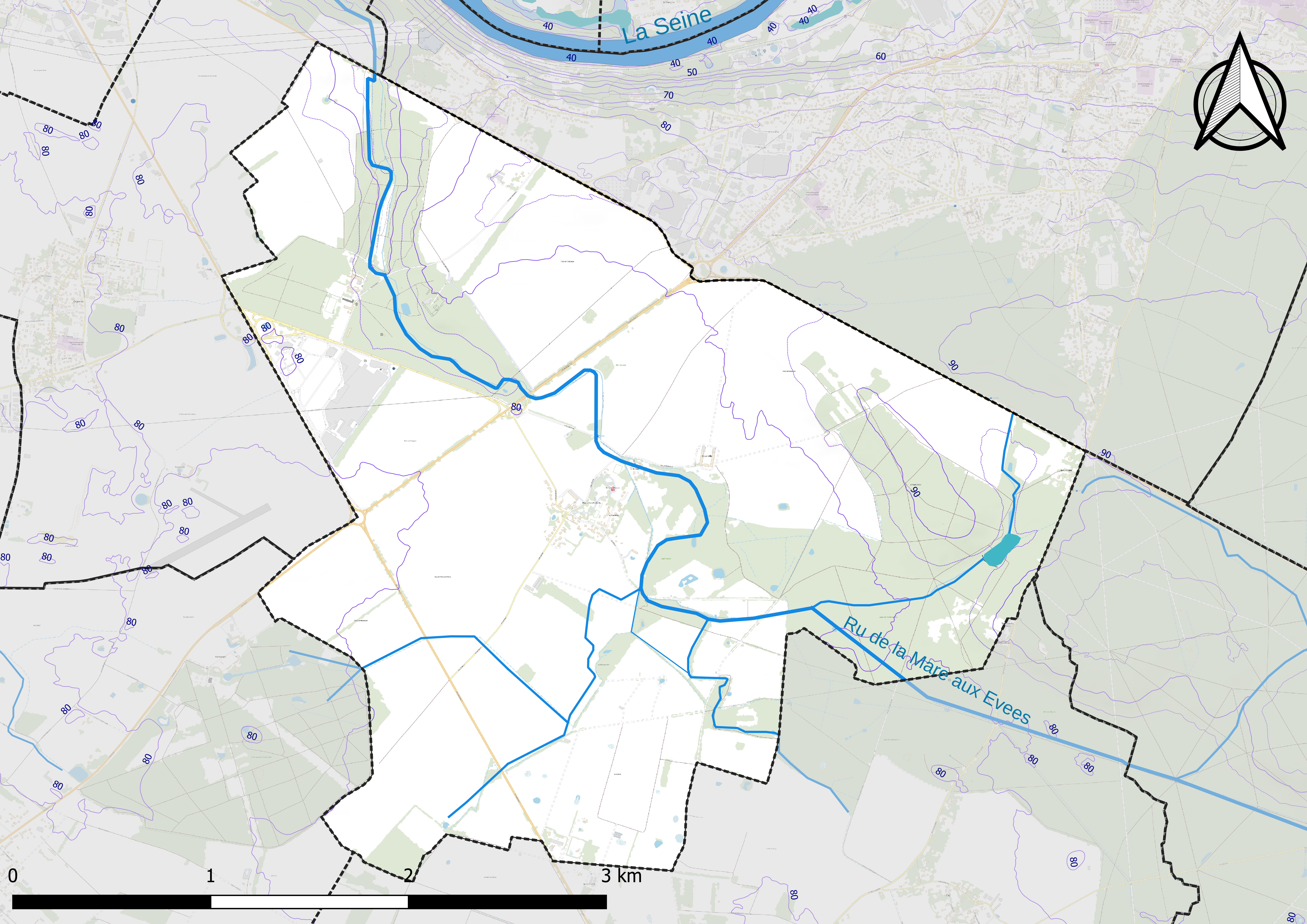
Carte du relief de Villiers-en-Bière.
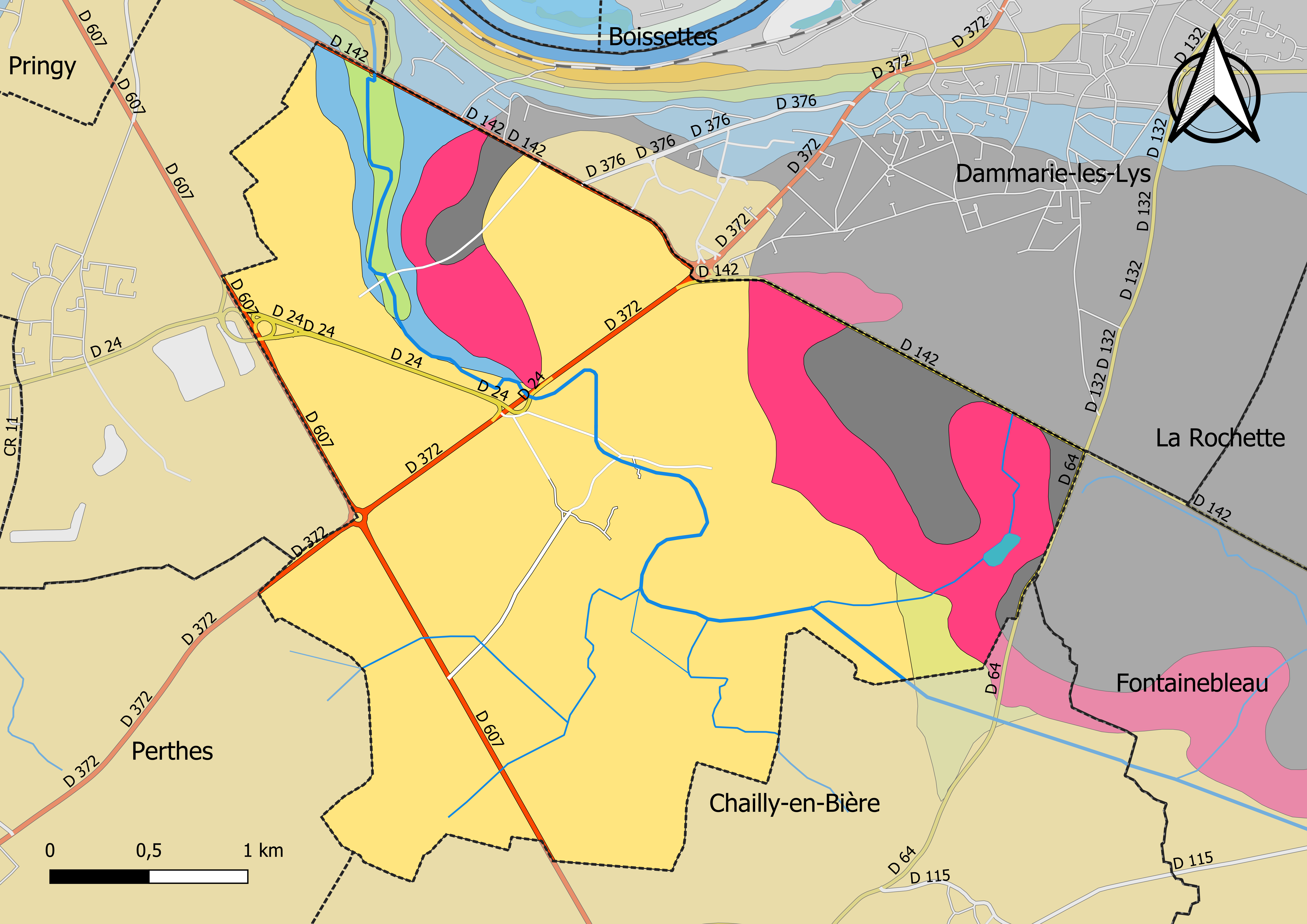
Carte géologique vectorisée et harmonisée de Villiers-en-Bière.

|  | CE : | Colluvions polygéniques éboulis.                                 |
|  | LP : | Limon des plateaux de composition argilo-marneuse.               |
|  | Fv : | Alluvions anciennes : sables et graviers (Cailloutis de Sénart). |

|  | g1AR : | Argile verte, Glaises à Cyrènes et/ou Marnes vertes et blanches (Argile verte de Romainville) . |
|  | g1CB : | Calcaire de Brie stampien et meulières plio-quaternaire indifférenciées.                        |
|  | g1SF : | Sables de Fontainebleau, accessoirement grès en place ou peu remanié (versant).                 |

La commune est classée en zone de sismicité 1, correspondant à une sismicité très faible.

### Hydrographie

#### Réseau hydrographique

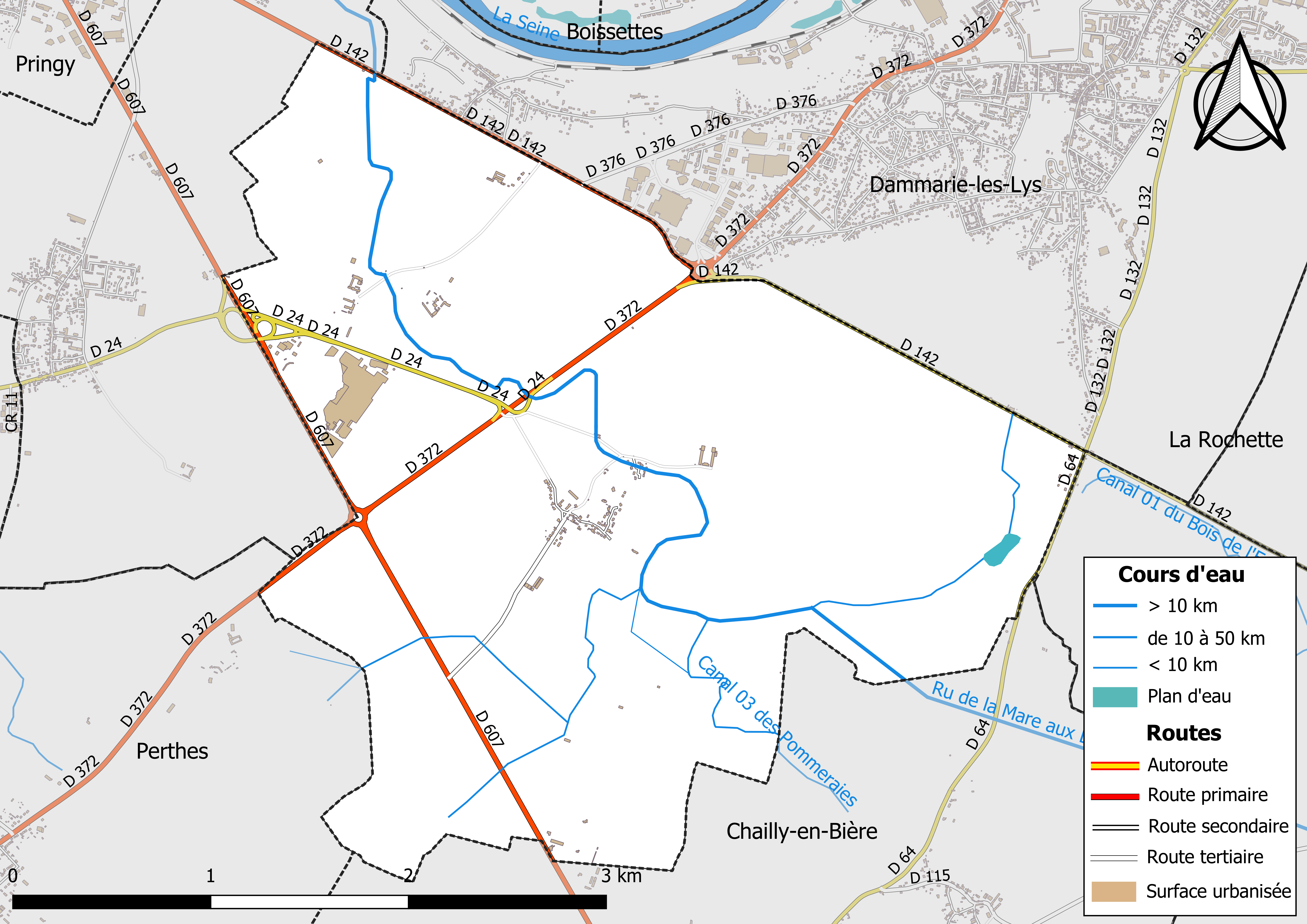
Carte des réseaux hydrographique et routier de Villiers-en-Bière.

Le réseau hydrographique de la commune se compose de sept cours d'eau référencés :
- le ru de la Mare aux Evées, long de 11,26 km[8], affluent de la Seine ;
  - le canal 03 des Pommeraies, 1,69 km[9], et ;
  - le canal 01 du Bois des Pommeraies, 1,82 km[10], et ;
  - le bras 01 des Pommeraies, 0,60 km[11], qui confluent avec le ru de la Mare aux Evées ;
    - le canal 02 des Pommeraies, 1,82 km[12], qui conflue avec le bras 01 des Pommeraies ;
      - le canal 01 des Pommeraies, 1,50 km[13], qui conflue avec le canal 02 des Pommeraies ;
        - le canal 01 de la Pièce de Mémorant, 0,37 km[14], qui conflue avec le canal 01 des Pommeraies.

La longueur totale des cours d'eau sur la commune est de 12,63 km.

#### Gestion des cours d'eau
Afin d’atteindre le bon état des eaux imposé par la Directive-cadre sur l'eau du 23 octobre 2000, plusieurs outils de gestion intégrée s’articulent à différentes échelles : le SDAGE, à l’échelle du bassin hydrographique, et le SAGE, à l’échelle locale. Ce dernier fixe les objectifs généraux d’utilisation, de mise en valeur et de protection quantitative et qualitative des ressources en eau superficielle et souterraine. Le département de Seine-et-Marne est couvert par six SAGE, au sein du bassin Seine-Normandie.
La commune fait partie du SAGE « Nappe de Beauce et milieux aquatiques associés », approuvé le 11 juin 2013. Le territoire de ce SAGE couvre deux régions, six départements et compte 681 communes, pour une superficie de 9 722 km2. Le pilotage et l’animation du SAGE sont assurés par le Syndicat mixte du pays Beauce Gâtinais en Pithiverais, qualifié de « structure porteuse ».

### Climat
Pour des articles plus généraux, voir Climat de l'Île-de-France et Climat de Seine-et-Marne.
En 2010, le climat de la commune est de type climat océanique dégradé des plaines du Centre et du Nord, selon une étude du CNRS s'appuyant sur une série de données couvrant la période 1971-2000. En 2020, Météo-France publie une typologie des climats de la France métropolitaine dans laquelle la commune est exposée à un climat océanique altéré et est dans la région climatique Sud-ouest du bassin Parisien, caractérisée par une faible pluviométrie, notamment au printemps (120 à 150 mm) et un hiver froid (3,5 °C).
Pour la période 1971-2000, la température annuelle moyenne est de 11,2 °C, avec une amplitude thermique annuelle de 15,5 °C. Le cumul annuel moyen de précipitations est de 712 mm, avec 11 jours de précipitations en janvier et 7,6 jours en juillet. Pour la période 1991-2020, la température moyenne annuelle observée sur la station météorologique la plus proche, située sur la commune de Seine-Port à 8 km à vol d'oiseau, est de 11,3 °C et le cumul annuel moyen de précipitations est de 673,1 mm,. Pour l'avenir, les paramètres climatiques de la commune estimés pour 2050 selon différents scénarios d'émission de gaz à effet de serre sont consultables sur un site dédié publié par Météo-France en novembre 2022.

### Milieux naturels et biodiversité

#### Espaces protégés
La protection réglementaire est le mode d’intervention le plus fort pour préserver des espaces naturels remarquables et leur biodiversité associée,.
Dans ce cadre, la commune fait partie d'un espace protégé, le Parc naturel régional du Gâtinais français, créé en 1999 et d'une superficie de 75 567 ha. D’une grande richesse en termes d’habitats naturels, de flore et de faune, il est un maillon essentiel de l’Arc sud-francilien des continuités écologiques (notamment pour les espaces naturels ouverts et la circulation de la grande faune),.
La réserve de biosphère « Fontainebleau et Gâtinais », créée en 1998 et d'une superficie totale de 150 544 ha, est un autre espace protégé sur la commune. Cette réserve de biosphère, d'une grande biodiversité, comprend trois grands ensembles : une grande moitié ouest à dominante agricole, l’emblématique forêt de Fontainebleau au centre, et le Val de Seine à l’est. La structure de coordination est l'Association de la Réserve de biosphère de Fontainebleau et du Gâtinais, qui comprend un conseil scientifique et un Conseil Éducation, unique parmi les Réserves de biosphère françaises,,,.

#### Réseau Natura 2000

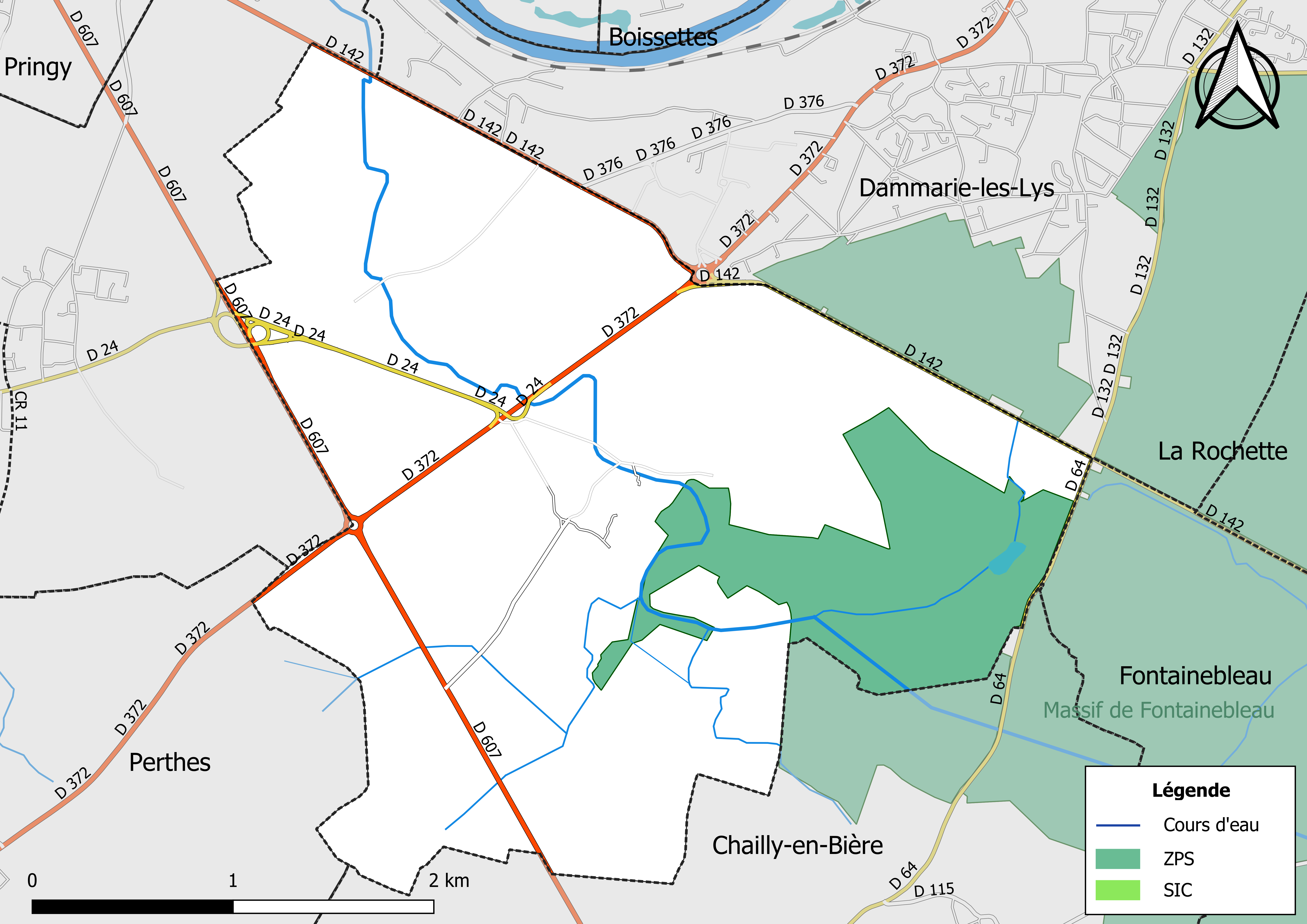
Sites Natura 2000 sur le territoire communal.

Le réseau Natura 2000 est un réseau écologique européen de sites naturels d’intérêt écologique élaboré à partir des Directives « Habitats » et « Oiseaux ». Ce réseau est constitué de Zones spéciales de conservation (ZSC) et de Zones de protection spéciale (ZPS). Dans les zones de ce réseau, les États Membres s'engagent à maintenir dans un état de conservation favorable les types d'habitats et d'espèces concernés, par le biais de mesures réglementaires, administratives ou contractuelles.
Un site Natura 2000 a été défini sur la commune, tant au titre de la « directive Habitats » que de la « directive Oiseaux » : le « Massif de Fontainebleau ». Cet espace constitue le plus ancien exemple français de protection de la nature. Les alignements de buttes gréseuses alternent avec les vallées sèches. Les conditions de sols, d'humidité et d'expositions sont très variées. La forêt de Fontainebleau est réputée pour sa remarquable biodiversité animale et végétale. Ainsi, elle abrite la faune d'arthropodes la plus riche d'Europe (3 300 espèces de coléoptères, 1 200 de lépidoptères) ainsi qu'une soixantaine d'espèces végétales protégées.

#### Zones naturelles d'intérêt écologique, faunistique et floristique

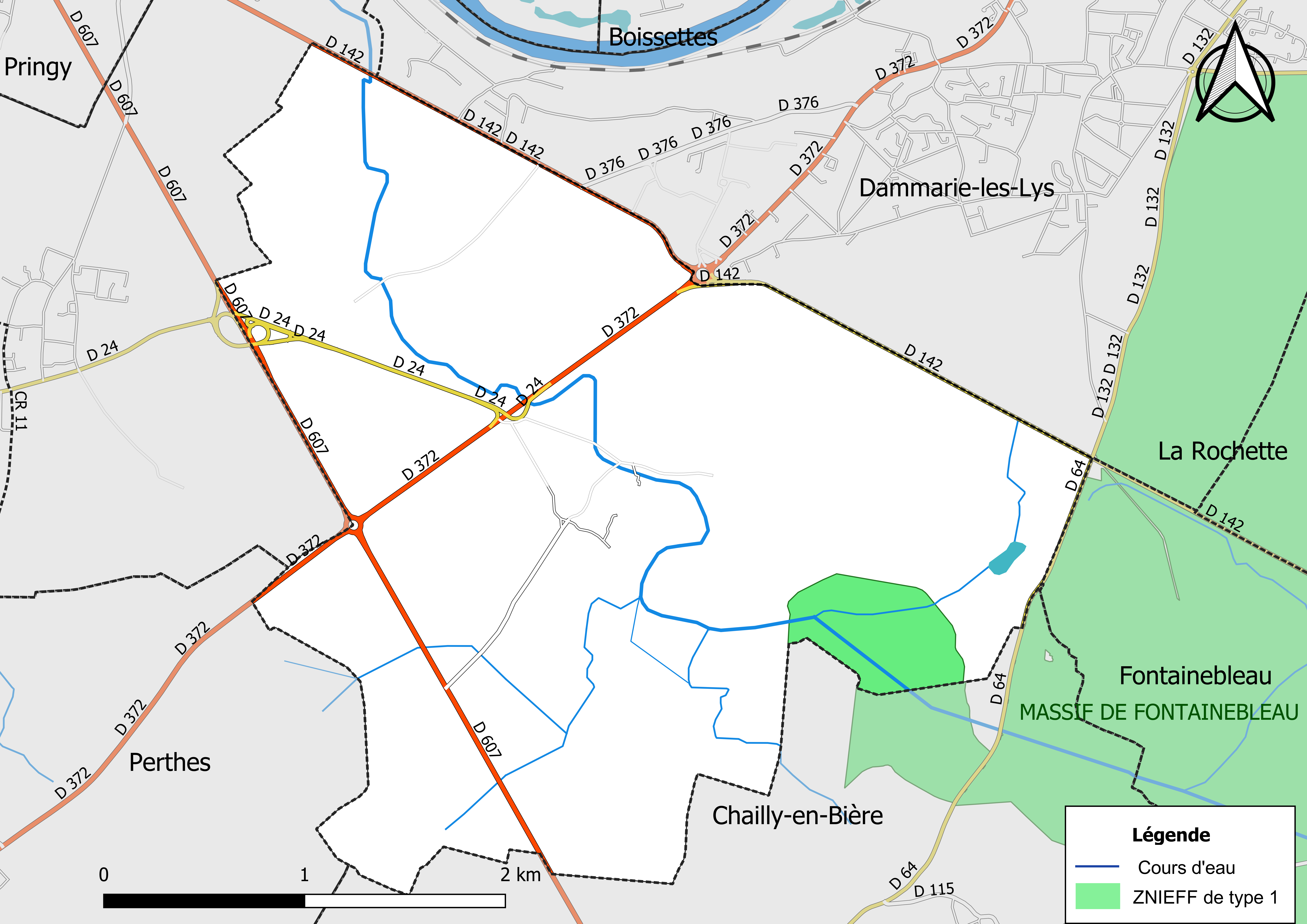
Carte des ZNIEFF de type 1 localisées sur la commune.

L’inventaire des zones naturelles d'intérêt écologique, faunistique et floristique (ZNIEFF) a pour objectif de réaliser une couverture des zones les plus intéressantes sur le plan écologique, essentiellement dans la perspective d’améliorer la connaissance du patrimoine naturel national et de fournir aux différents décideurs un outil d’aide à la prise en compte de l’environnement dans l’aménagement du territoire.
Le territoire communal de Villiers-en-Bière comprend une ZNIEFF de type 1,,, 
le « Massif de Fontainebleau » (20 711,14 ha), couvrant 18 communes dont 17 en Seine-et-Marne et 1 dans l'Essonne.

## Urbanisme

### Typologie
Au 1er janvier 2024, Villiers-en-Bière est catégorisée commune rurale à habitat dispersé, selon la nouvelle grille communale de densité à sept niveaux définie par l'Insee en 2022.
Elle est située hors unité urbaine. Par ailleurs la commune fait partie de l'aire d'attraction de Paris, dont elle est une commune de la couronne,. Cette aire regroupe 1 929 communes,.

### Occupation des sols
L'occupation des sols de la commune, telle qu'elle ressort de la base de données européenne d’occupation biophysique des sols Corine Land Cover (CLC), est marquée par l'importance des territoires agricoles (71,8 % en 2018), une proportion sensiblement équivalente à celle de 1990 (71,4 %). La répartition détaillée en 2018 est la suivante : 
terres arables (68,76 %), forêts (25,06 %), zones agricoles hétérogènes (3,08 %), zones industrielles ou commerciales et réseaux de communication (2,85 %), zones urbanisées (0,25 %).
| Type d’occupation | 1990      | 1990    | 2018      | 2018    | Bilan    |
| --- | --------- | ------- | --------- | ------- | -------- |
| Territoires artificialisés (zones urbanisées, zones industrielles ou commerciales et réseaux de communication, mines, décharges et chantiers, espaces verts artificialisés ou non agricoles) | 37,51 ha  | 3,51 %  | 33,11 ha  | 3,10 %  | −4,40 ha |
| Territoires agricoles (terres arables, cultures permanentes, prairies, zones agricoles hétérogènes)                                                                                          | 763,18 ha | 71,43 % | 767,58 ha | 71,84 % | 4,40 ha  |
| Forêts et milieux semi-naturels (forêts, milieux à végétation arbustive et/ou herbacée, espaces ouverts sans ou avec peu de végétation)                                                      | 267,78 ha | 25,06 % | 267,78 ha | 25,06 % | 0,00 ha  |

Parallèlement, L'Institut Paris Région, agence d'urbanisme de la région Île-de-France, a mis en place un inventaire numérique de l'occupation du sol de l'Île-de-France, dénommé le MOS (Mode d'occupation du sol), actualisé régulièrement depuis sa première édition en 1982. Réalisé à partir de photos aériennes, le Mos distingue les espaces naturels, agricoles et forestiers mais aussi les espaces urbains (habitat, infrastructures, équipements, activités économiques, etc.) selon une classification pouvant aller jusqu'à 81 postes, différente de celle de Corine Land Cover,,. L'Institut met également à disposition des outils permettant de visualiser par photo aérienne l'évolution de l'occupation des sols de la commune entre 1949 et 2018.

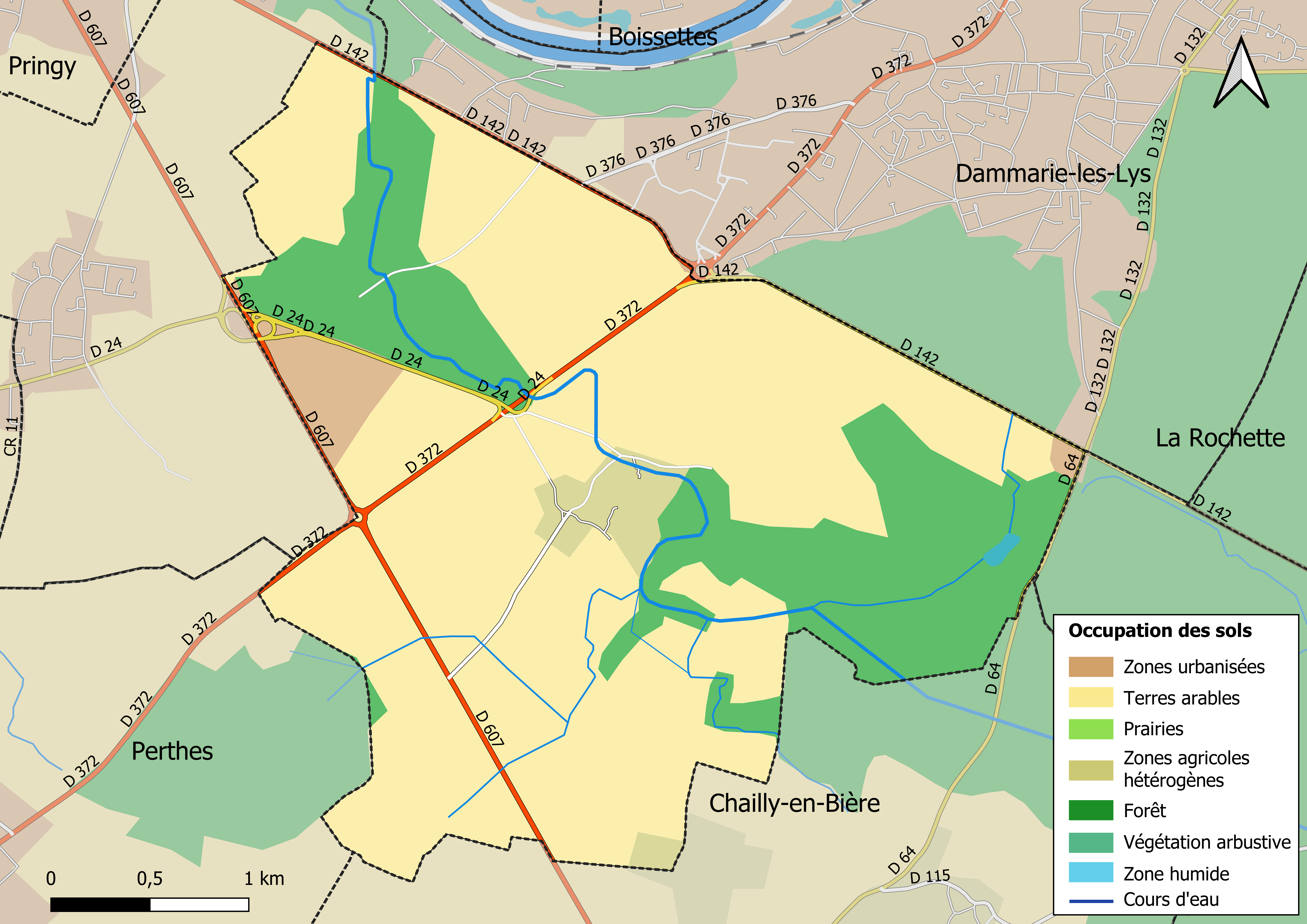
Carte des infrastructures et de l'occupation des sols en 2018 (CLC) de la commune.
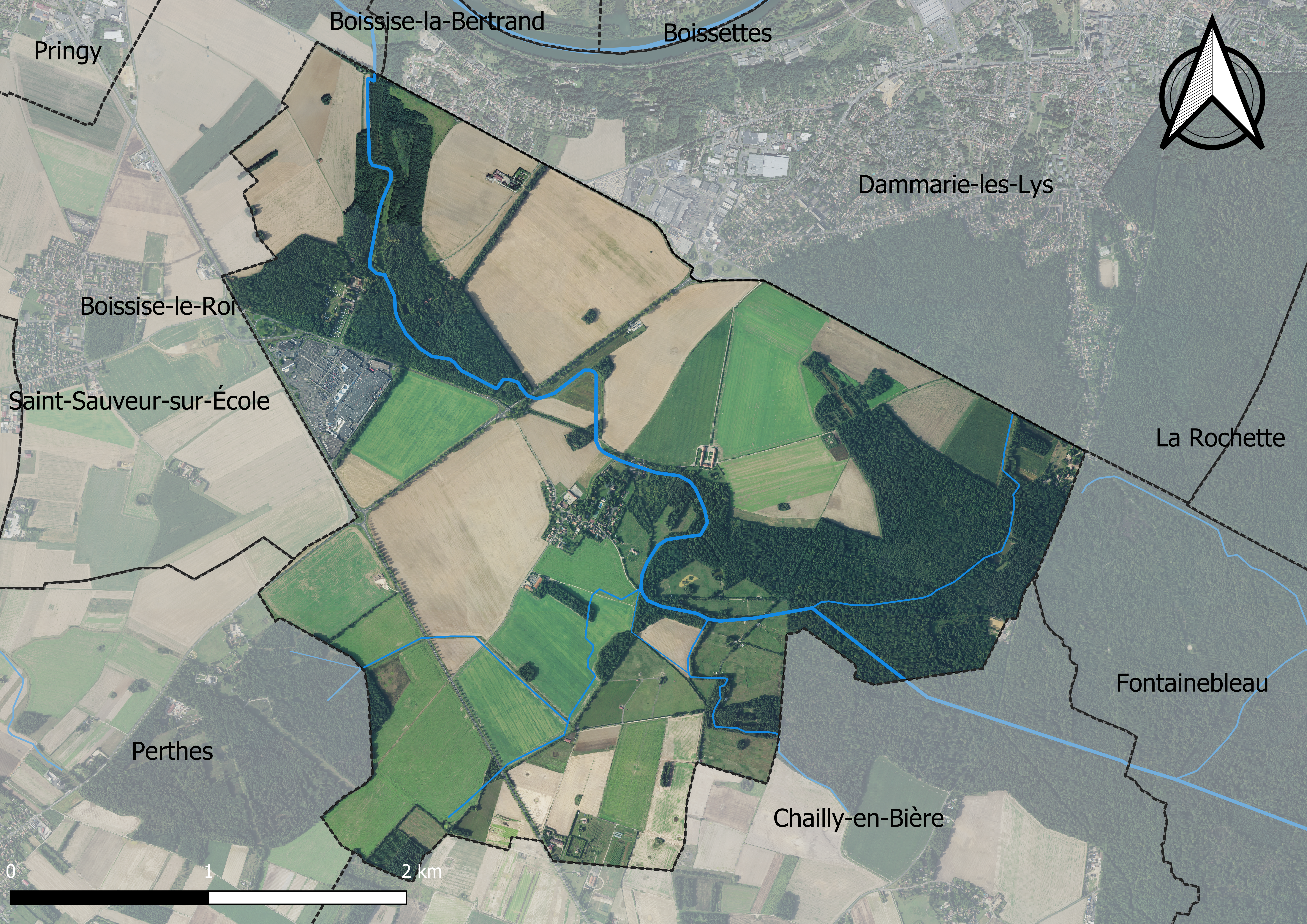
Carte orhophotogrammétrique de la commune.

### Planification
La loi SRU du 13 décembre 2000 a incité les communes à se regrouper au sein d’un établissement public, pour déterminer les partis d’aménagement de l’espace au sein d’un SCoT, un document d’orientation stratégique des politiques publiques à une grande échelle et à un horizon de 20 ans et s'imposant aux documents d'urbanisme locaux, les PLU (Plan local d'urbanisme). La commune est dans le territoire du SCOT Région melunaise, dont l'élaboration a été engagée de 2013 à 2015, puis poursuivie à partir de 2017 sur un périmètre différent et porté par la communauté d'agglomération Melun Val de Seine.
La commune disposait en 2019 d'un plan d'occupation des sols approuvé et un plan local d'urbanisme était en révision. Le zonage réglementaire et le règlement associé peuvent être consultés sur le Géoportail de l'urbanisme.

### Lieux-dits et écarts

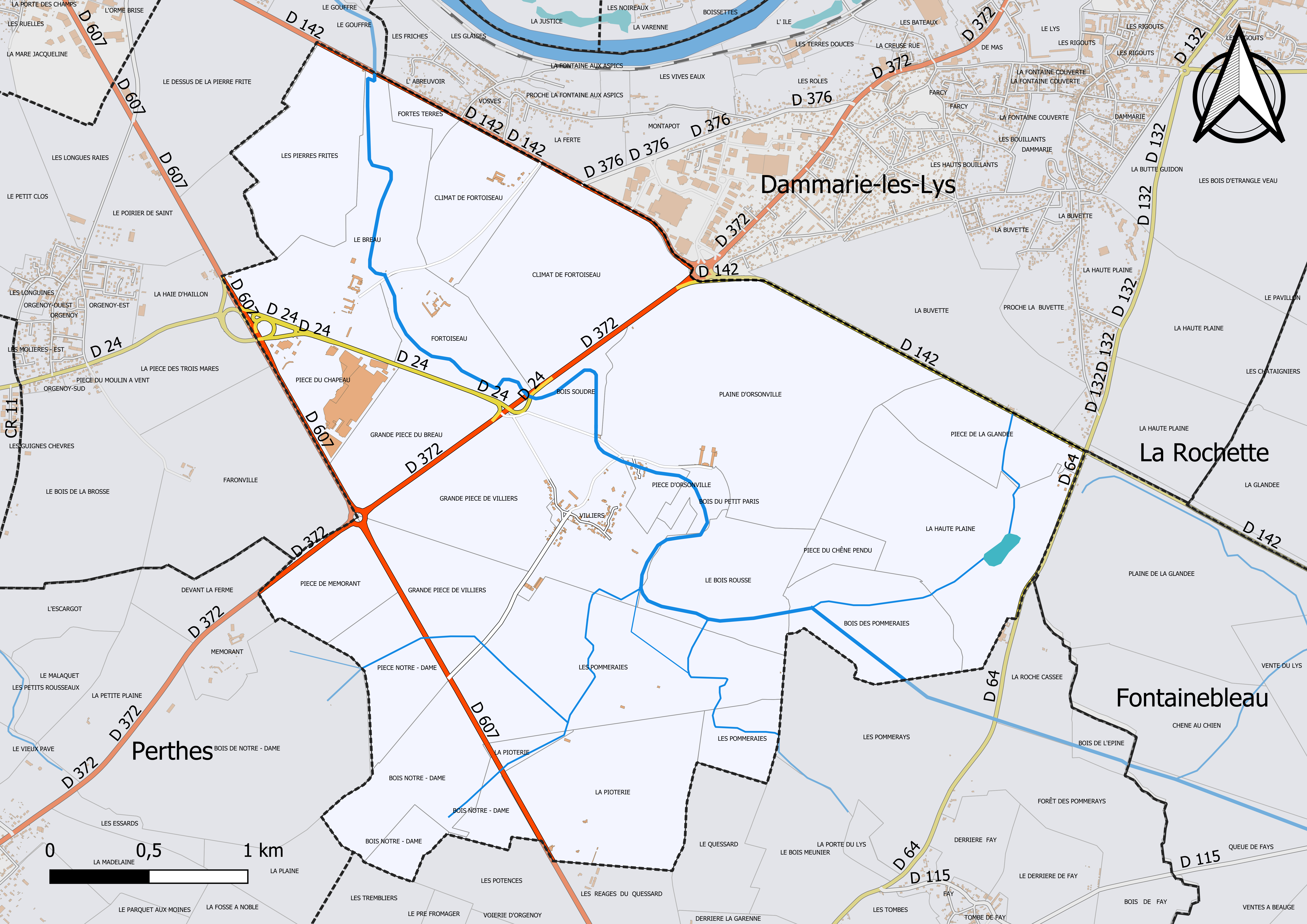
Carte du cadastre de la commune de Villiers-en-Bière.

La commune compte 28 lieux-dits administratifs répertoriés consultables ici (source : le fichier Fantoir) dont le Bréau (ferme, centre de vacances d'Ivry-sur-Seine), la Glandée.

### Logement
En 2016, le nombre total de logements dans la commune était de 94 dont 89,4 % de maisons et 9,6 % d'appartements.
Parmi ces logements, 87,2 % étaient des résidences principales, 3,2 % des résidences secondaires et 9,6 % des logements vacants.
La part des ménages fiscaux propriétaires de leur résidence principale s'élevait à 79,3 % contre 19,5 % de locataires et 1,2 % logés gratuitement.

### Voies de communication et transports

#### Voies de communication
Plusieurs routes routes départementales relient Villiers-en-Bière aux communes voisines :
- la D 607 (ancienne route nationale 7), à Boissise-le-Roi, au nord-ouest ; et à Chailly-en-Bière, au sud-est ;
- la D 24, à Boissise-le-Roi, à l'ouest ;
- la D 142, à Boissise-le-Roi, au nord-ouest ; et à Fontainebleau, au sud-est ;
- la D 372, à Perthes, au sud-ouest ; et à Dammarie-les-Lys, au nord-est.

#### Transports
La commune est desservie par plusieurs lignes de bus du réseau d'autobus d'Île-de-France :
- deux lignes du réseau de bus Fontainebleau - Moret :
  - la ligne no 21, qui relie Avon à Villiers-en-Bière ;
  - la ligne no 112, qui relie Villiers-en-Bière à Perthes (collège) ;
- quatre lignes du réseau de bus Grand Melun :
  - la ligne A, qui relie Melun à Saint-Fargeau-Ponthierry ;
  - la ligne E, qui relie Villiers-en-Bière à Melun ;
  - la ligne O, qui relie Cesson à Dammarie-les-Lys ;
  - la ligne V, qui relie Saint-Fargeau-Ponthierry (gare de Ponthierry - Pringy) à Melun (gare de Melun).

## Toponymie
- Villaribus en 1257, Vilers en 1301, Villares in Biera en 1350 et enfin Villiers-en-Bière dès 1394[48].
- Du bas-latin Villare, partie agricole du domaine appelé villa, et du celte biera, la plaine.

## Politique et administration

### Liste des maires
| Période                                  | Période                   | Identité       | Étiquette | Qualité   |
| ---------------------------------------- | ------------------------- | -------------- | --------- | --------- |
| Les données manquantes sont à compléter. |                           |                |           |           |
| 2008                                     | mai 2020                  | Gilles Gatteau | SE        | ingénieur |
| mai 2020                                 | En cours (au 5 juin 2020) | Alain Truchon  |           |           |

## Équipements et services

### Eau et assainissement
L’organisation de la distribution de l’eau potable, de la collecte et du traitement des eaux usées et pluviales relève des communes. La loi NOTRe de 2015 a accru le rôle des EPCI à fiscalité propre en leur transférant cette compétence. Ce transfert devait en principe être effectif au 1er janvier 2020, mais la loi Ferrand-Fesneau du 3 août 2018 a introduit la possibilité d’un report de ce transfert au 1er janvier 2026,.

#### Assainissement des eaux usées
En 2020, la gestion du service d'assainissement collectif de la commune de Villiers-en-Bière est assurée par la communauté d'agglomération Melun Val de Seine (CAMVS) pour la collecte, le transport et la dépollution. Ce service est géré en délégation par une entreprise privée, dont le contrat arrive à échéance le 31 décembre 2023,,.
L’assainissement non collectif (ANC) désigne les installations individuelles de traitement des eaux domestiques qui ne sont pas desservies par un réseau public de collecte des eaux usées et qui doivent en conséquence traiter elles-mêmes leurs eaux usées avant de les rejeter dans le milieu naturel. Le Parc naturel régional du Gâtinais français assure pour le compte de la commune le service public d'assainissement non collectif (SPANC), qui a pour mission de vérifier la bonne exécution des travaux de réalisation et de réhabilitation, ainsi que le bon fonctionnement et l’entretien des installations,.

#### Eau potable
En 2020, l'alimentation en eau potable est assurée par la commune qui en a délégué la gestion à l'entreprise Veolia, dont le contrat expire le 27 février 2023,,.

## Population et société

### Démographie
L'évolution du nombre d'habitants est connue à travers les recensements de la population effectués dans la commune depuis 1793. Pour les communes de moins de 10 000 habitants, une enquête de recensement portant sur toute la population est réalisée tous les cinq ans, les populations de référence des années intermédiaires étant quant à elles estimées par interpolation ou extrapolation. Pour la commune, le premier recensement exhaustif entrant dans le cadre du nouveau dispositif a été réalisé en 2006.

En 2022, la commune comptait 242 habitants, en évolution de +14,15 % par rapport à 2016 (Seine-et-Marne : +3,92 %, France hors Mayotte : +2,11 %).
| 1793 | 1800 | 1806 | 1821 | 1831 | 1836 | 1841 | 1846 | 1851 |
| ---- | ---- | ---- | ---- | ---- | ---- | ---- | ---- | ---- |
| 106  | 138  | 77   | 77   | 82   | 101  | 93   | 90   | 93   |

| 1856 | 1861 | 1866 | 1872 | 1876 | 1881 | 1886 | 1891 | 1896 |
| ---- | ---- | ---- | ---- | ---- | ---- | ---- | ---- | ---- |
| 128  | 125  | 107  | 90   | 96   | 98   | 84   | 86   | 95   |

| 1901 | 1906 | 1911 | 1921 | 1926 | 1931 | 1936 | 1946 | 1954 |
| ---- | ---- | ---- | ---- | ---- | ---- | ---- | ---- | ---- |
| 102  | 89   | 123  | 113  | 103  | 98   | 110  | 126  | 121  |

| 1962 | 1968 | 1975 | 1982 | 1990 | 1999 | 2006 | 2011 | 2016 |
| ---- | ---- | ---- | ---- | ---- | ---- | ---- | ---- | ---- |
| 84   | 81   | 59   | 67   | 158  | 196  | 214  | 218  | 212  |

| 2021 | 2022 | - | - | - | - | - | - | - |
| ---- | ---- | - | - | - | - | - | - | - |
| 238  | 242  | - | - | - | - | - | - | - |

## Économie

### Revenus de la population et fiscalité
En 2018, le nombre de ménages fiscaux de la commune était de 81, représentant 211 personnes et la  médiane du revenu disponible par unité de consommation  de 27 900 euros.

### Emploi
En 2017 , le nombre total d’emplois dans la zone était de 979, occupant 110 actifs  résidants.
Le taux d'activité de la population (actifs ayant un emploi) âgée de 15 à 64 ans s'élevait à 70,7 % contre un taux de chômage de 4,5 %. 
Les 24,8 % d’inactifs se répartissent de la façon suivante : 11,5 % d’étudiants et stagiaires non rémunérés, 7 % de retraités ou préretraités et 6,4 % pour les autres inactifs.

### Entreprises et commerces
En 2018, le nombre d'établissements actifs était de 135 dont 1 dans l’industrie manufacturière, industries extractives et autres, 8 dans la construction, 94 dans le commerce de gros et de détail, transports, hébergement et restauration, 3 dans l’Information et communication, 1 dans les activités financières et d'assurance, 6 dans les activités immobilières, 9 dans les activités spécialisées, scientifiques et techniques et activités de services administratifs et de soutien, 2 dans l’administration publique, enseignement, santé humaine et action sociale et 11  étaient relatifs aux autres activités de services.
En 2019,  3 entreprises ont été créées sur le territoire de la commune, dont 1 individuelle.
Au 1er janvier 2020, la commune ne disposait pas d’hôtel et de terrain de camping.
Villiers-en-Bière bénéficie de l'implantation sur sa commune d'un hypermarché Carrefour, un des plus grands d'Europe et le plus vaste de France avec 25 000 m2, dont les retombées financières (notamment la taxe professionnelle) sont importantes face à la population totale de ce village au demeurant rural par excellence et cerné par les champs, les bois et les pâturages. La commune, en raison de l'importance de ses ressources fiscales, est structurellement contributrice au fonds de solidarité des communes de la région Île-de-France (FSRIF).

### Agriculture
Villiers-en-Bière est dans la petite région agricole dénommée le « Pays de Bière et Forêt de Fontainebleau », couvrant le Pays de Bière et la forêt de Fontainebleau. En 2010, l'orientation technico-économique de l'agriculture sur la commune est la culture de céréales et d'oléoprotéagineux (COP).
Si la productivité agricole de la Seine-et-Marne se situe dans le peloton de tête des départements français, le département enregistre un double phénomène de disparition des terres cultivables (près de 2 000 ha par an dans les années 1980, moins dans les années 2000) et de réduction d'environ 30 % du nombre d'agriculteurs dans les années 2010. Cette tendance n'est pas confirmée au niveau de la commune qui voit le nombre d'exploitations rester constant entre 1988 et 2010. Parallèlement, la taille de ces exploitations augmente, passant de 137 ha en 1988 à 147 ha en 2010.
Le tableau ci-dessous présente les principales caractéristiques des exploitations agricoles de Villiers-en-Bière, observées sur une période de 22 ans : 
|                                      | 1988 | 2000 | 2010 |
| ------------------------------------ | ---- | ---- | ---- |
| Dimension économique,                |      |      |      |
| Nombre d’exploitations (u)           | 5    | 7    | 5    |
| Travail (UTA)                        | 10   | 9    | 5    |
| Surface agricole utilisée (ha)       | 685  | 801  | 734  |
| Cultures                             |      |      |      |
| Terres labourables (ha)              | 652  | 747  | 731  |
| Céréales (ha)                        | 570  | s    | 418  |
| dont blé tendre (ha)                 | 372  | 331  | 370  |
| dont maïs-grain et maïs-semence (ha) | 197  | s    |      |
| Tournesol (ha)                       | s    |      |      |
| Colza et navette (ha)                | 66   | 198  | 252  |
| Élevage                              |      |      |      |
| Cheptel (UGBTA)                      | 15   | 0    | 0    |

## Culture locale et patrimoine

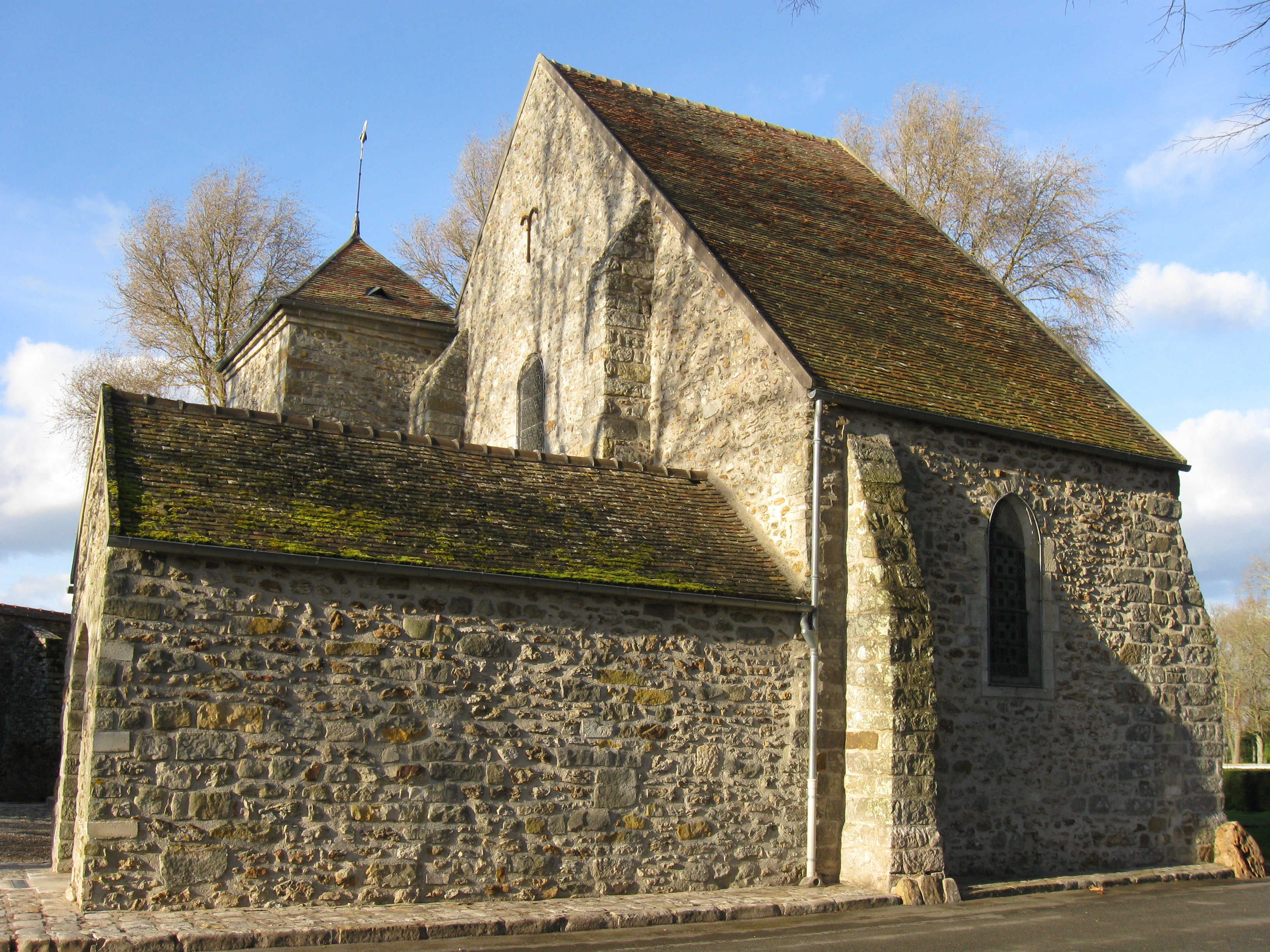
L'église Saint-Éloi.

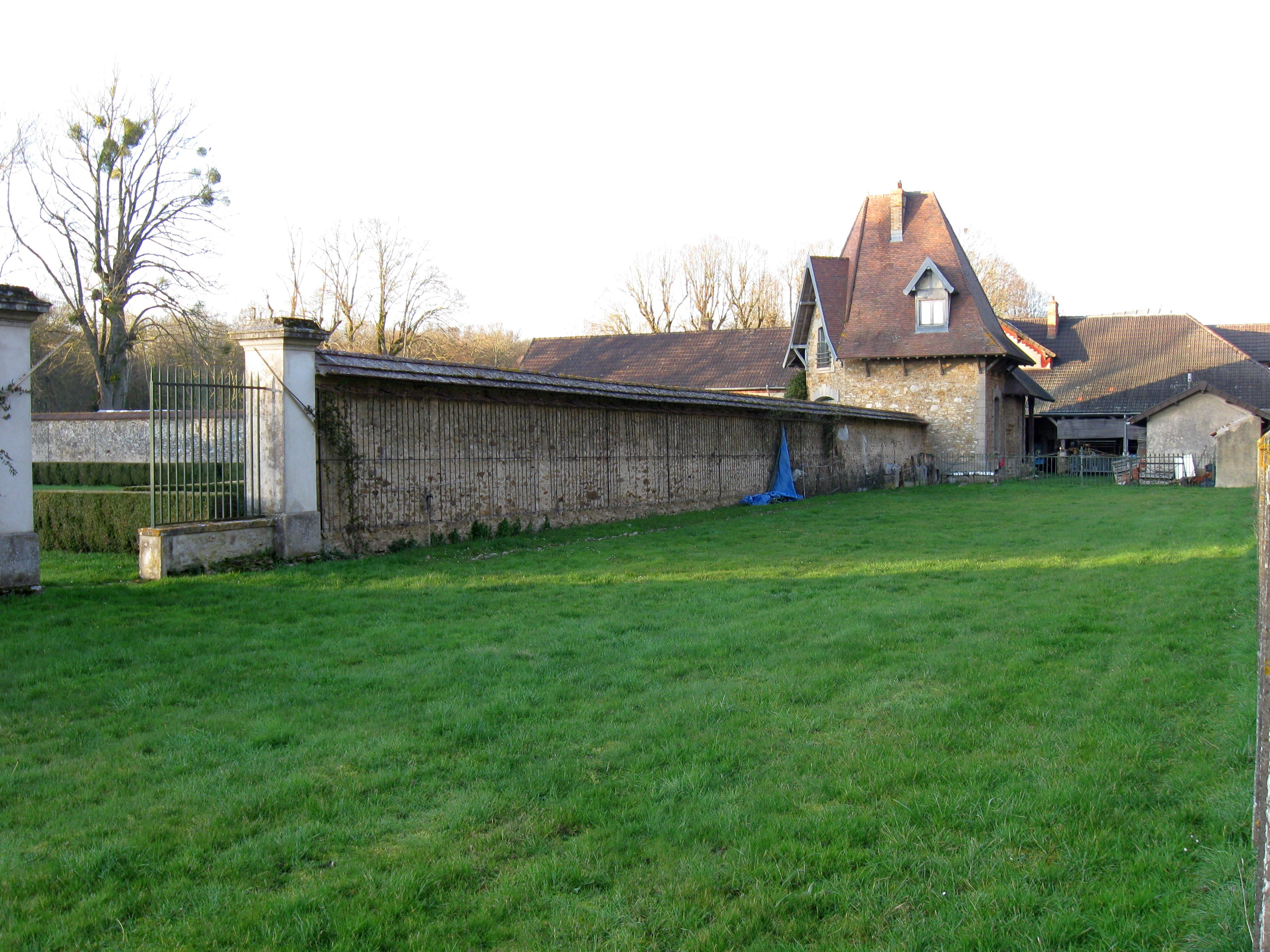
Pavillon du jardinier, domaine du Bréau.

### Lieux et monuments
- Église Saint-Éloi bâtie au XIIIe siècle.

Cette modeste église a la particularité rare d'avoir un corps principal plus élevé que son clocher.
Sa cloche, datant du XVe siècle est protégée ainsi que quelques pièces mobiliaires comme un calvaire et des pierres tumulaires.
On y trouve la tombe de Philippe Néricault Destouches, auteur dramatique, membre de l'Académie française décédé en 1754 en son château de Fortoiseau.
- Ancien château du Bréau[71](aujourd'hui disparu) et domaine du Bréau (communs, ferme)[72].
- Ancien château de Fortoiseau[73](aujourd'hui disparu), et ruines de la ferme[74].
- Ancienne chapelle du château de Fortoiseau détruite par les Allemands en 1944[réf. nécessaire].

### Patrimoine naturel
- Parc arboré de cinq hectares autour de la mairie.
- La forêt de Fontainebleau recouvre une partie importante de la commune.

### Personnalités liées à la commune
- Adhémar Barré de Saint-Venant (1797-1886), ingénieur, physicien et mathématicien, né au château de Fortoiseau.
- Philippe Néricault Destouches (1680-1754), écrivain et gouverneur de Melun, a possédé le château de Fortoiseau.
- Walter Gay (1856-1937), peintre américain, dernier propriétaire privé du château du Bréau.

### Héraldique
|  | Les armes de la ville se blasonnent ainsi : de gueules à la bande d’argent chargée de trois merlettes de sable accompagnée en chef, d’une étoile d’or et en pointe d’une tour du même. |